# 2010 EQ169
2010 EQ169 — ретроградный астероид, принадлежит к поясу астероидов.
Среди ретроградных астероидов его орбита ближе всего к окружности. Наклон орбиты очень близок к 90 градусам.
Орбитальное моделирование не показало каких-либо близких сближений с Землей.

## Наблюдение
2010 EQ169 был открыт 7 марта 2010 года с помощью широкоугольного инфракрасного исследовательского спутника «Wide-Field Infrared Survey Explorer». Наблюдения проводились до 9 марта 2010 года, с тех пор записи о наблюдениях не велись и отсутствуют. Таким образом, результаты расчета параметров орбиты являются неопределенными.

## Характер орбиты
Наклонение орбиты 2010 EQ169 составляет около 91,61 градуса, то есть чуть больше 90 градусов, поэтому он классифицируется как ретроградный астероид, который движется в направлении, противоположном обычным объектам Солнечной системы, включая астероиды. По состоянию на июль 2013 года был обнаружен только 51 ретроградный астероид (впоследствии появились данные о 96 объектах с ретроградными орбитами).
У 2010 EQ169 редкий орбитальный параметр для ретроградного астероида.Многие ретроградные астероиды имеют экстремально вытянутые эллиптические орбиты с эксцентриситетом 0,8 и более и часто малы, но не ниже 0,4. Напротив, эксцентриситет орбиты 2010 EQ169 составляет около 0,1015, что очень близко к окружности. Радиус орбиты 2010 EQ169 составляет около 2,052 а.е., который также является самым маленьким ретроградным астероидом. Период обращения составляет около 2,94—3,01 лет. Кроме того, 2010 EQ169 принадлежит к поясу астероидов, но при этом является единственным ретроградным астероидом.

## Предположения о происхождении
В связи с тем, что лишь у двух малых планет с ретроградными орбитами большая полуось орбиты меньше 5 а.е.: (2009 HC82 и 2010 EQ169), то они представляют собой спящие кометы — то есть объекты, которые либо потеряли все свои летучие вещества, либо находятся слишком далеко от Солнца для появления кометной активности. Самой первой открытой «околополярной кометой» была Большая комета 1861 года.
Существует предположение, что 2010 EQ169 является объектом искусственного происхождения. Его орбита безопасна от столкновения с другими космическими объектами.